# Doricythereis
Doricythereis is een geslacht van uitgestorven kreeftachtigen uit de klasse van de Ostracoda (mosselkreeftjes).

## Soorten
- Doricythereis arabica (Bassiouni, 1970) Gruendel, 1976 †
- Doricythereis bireticulata Colin & Damotte, 1982 †
- Doricythereis jordanica (Bassiouni, 1970) Gruendel, 1976 †
- Doricythereis latebrosa (Szczechura, 1965) Gruendel, 1976 †
- Doricythereis martinii (Bassiouni, 1970) Gruendel, 1976 †
- Doricythereis supracretacea (Bassiouni, 1970) Gruendel, 1976 †
- Doricythereis talerhzaensis Andreu-bousset, 1991 †